# Acequia de Mislata
La Acequia de Mislata es una de las ocho acequias de la Vega de Valencia (España) que están bajo la jurisdicción del Tribunal de las Aguas de Valencia. Su origen está en el río Turia, en término municipal de Manises. Riega las huertas y campos de la margen derecha del río Turia dominados por esta acequia hasta la acequia de Favara, sobre la cual vierten las escorrentías que circulan por los diversos brazales y no son utilizadas para el riego.

## Datos

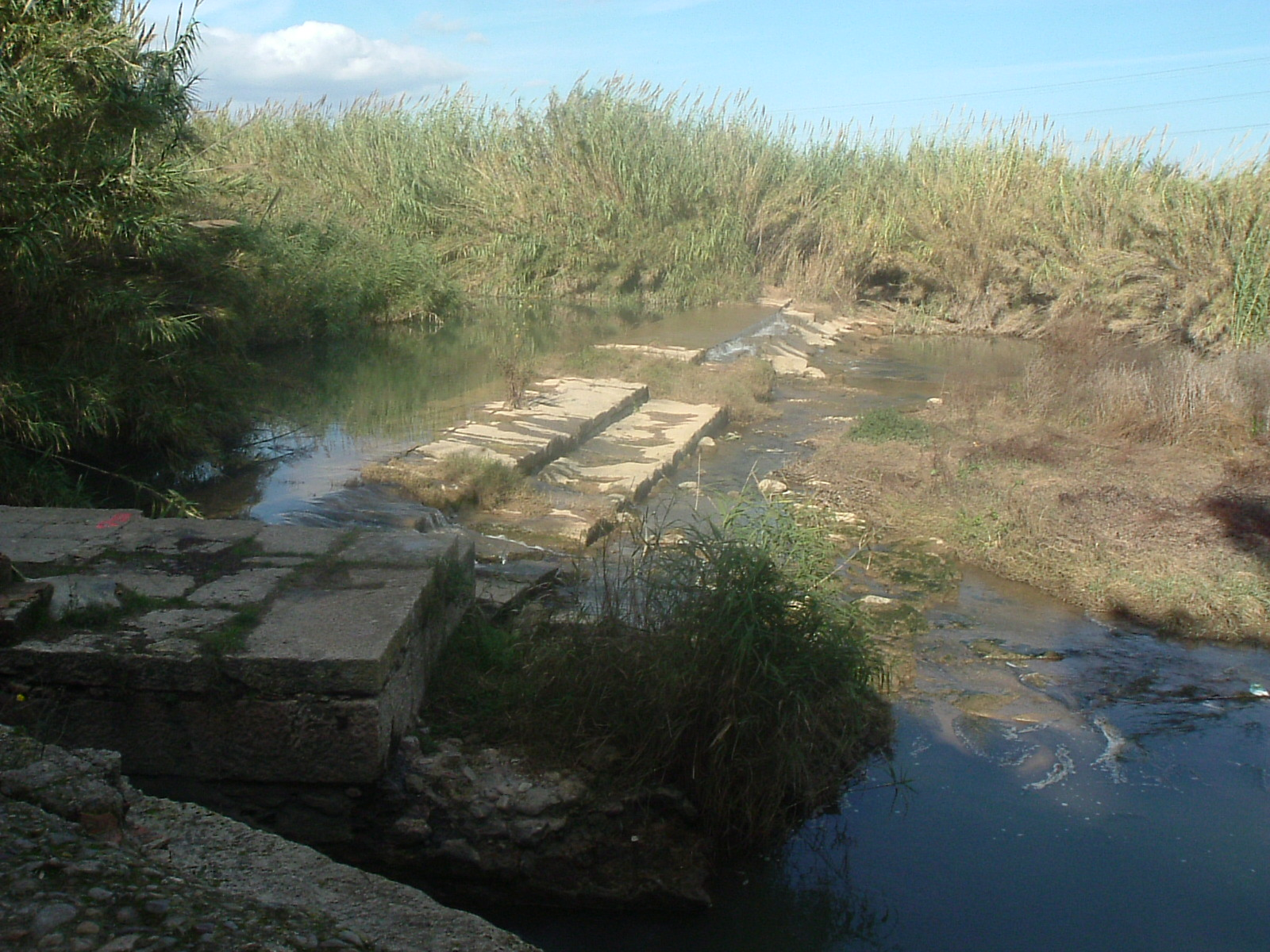
Azud de la acequia de Mislata

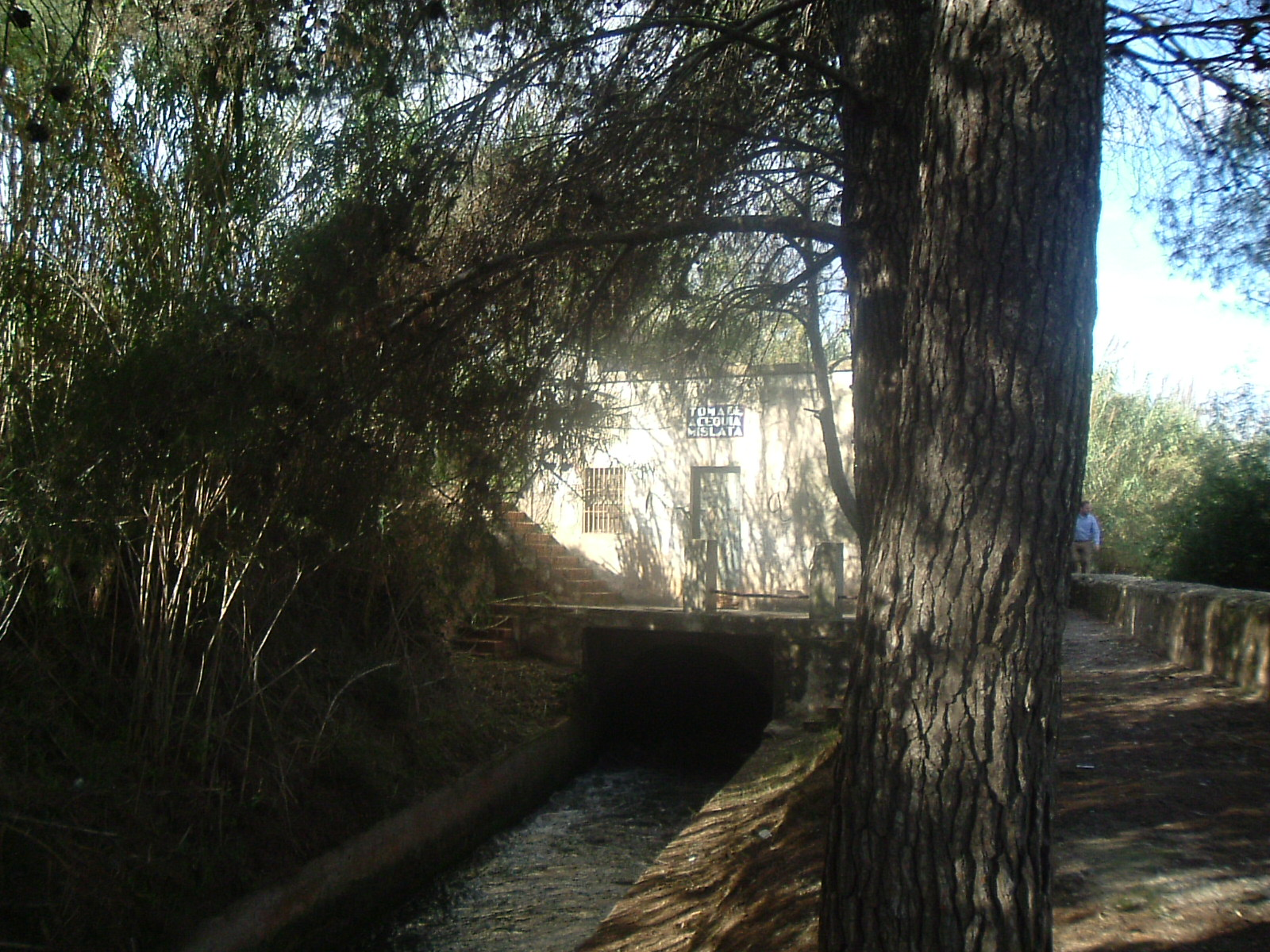
Toma de la acequia de Mislata

Las aguas del río son elevadas de nivel por el azud de la acequia de Mislata y parte del caudal del río es desviado por el cauce de la acequia. El primer tramo de esta acequia es conocido como la Acequia Madre, y discurre paralelo al río Turia, por término de Manises y Cuart de Poblet, en una longitud aproximada de 2,75 km. Fue declarado como Bien de Interés Cultural el 7 de 0ctubre de 2004, el azud y parte este tramo.
A la altura del polideportivo de Cuart, se divide en dos cauces:
- Mislata Izquierda, que cruza el cauce del Plan Sur del río Turia y se separa hacia el norte el Braç dels Moros, para dar riego a las tierras de L'Alitrà de Cuart y El Quinto de Mislata, mientras la rama principal discurre junto a la marginal izquierda de la V-30 hasta llegar a El Rancho, donde se divide en el Brazo de Cuart y la Andarella Izquierda. El Brazo de Cuart cruza por dentro de Mislata y vierte sobre la acequia de Favara a la altura la avenida Nueve de Octubre. La Andarella Izquierda discurre aproximadamente paralela a la V-30, separándose de la misma para cruzar por el Barrio de la Luz, el C.C. Gran Turia y la Ciudad Ros Casares, para volver junto a la V-30 hasta verter sobre la acequia de Favara y el azarbe de la margen izquierda del Plan Sur a la altura del Cementerio de Valencia.
- Mislata Derecha, que cruza hacia el sur la partida del Almacil de Cuart, para girar hacia el este por detrás de la antigua fábrica de Flex hasta llegar a la V-30. Discurre junto a la marginal derecha de la V-30 para formar la Andarella Derecha hasta llegar a la depuradora de Quart-Benàger; la rodea por la derecha y continua su recorrido entre campos cruzando la autovía de Torrente y las vías de la línea 1 de Metro para terminar unos 500 m más adelante vertiendo sobre la acequia de Favara junto a la V-30.

La superficie regable actual no es fácil de evaluar, pues gran parte de ella está en vistas a ser urbanizada, tanto en término de Cuart como de Mislata. Algunas parcelas se continúan cultivando en la margen izquierda en término de Cuart en el Braç dels Moros. En la margen derecha es donde hay más parcelas de huerta, a partir del casco urbano de Chirivella hasta el final del trazado de la Andarella Derecha. Ver el trazado actual de la acequia de Mislata en Google Earth/Maps (enlace roto disponible en Internet Archive; véase el historial, la primera versión y la última).

## Historia
El trazado primitivo de la acequia de Mislata se vio muy afectado por las obras del Plan Sur del Turia, que se trazó en gran parte por las tierras regadas por la acequia. La expansión urbanística de la ciudad de Valencia ocupó también toda la superficie regable de huerta dominada por esta acequia, especialmente el Barrio de la Luz, la Misericordia, el polígono de Vara de Cuart, Soriano y San Isidro.